# Zeitnot
Zeitnot es un término de origen alemán, que en el ámbito del ajedrez, jugado con reloj, describe la situación en el que un jugador se le está a punto de acabar el tiempo del que dispone para completar una serie de jugadas o la partida. La expresión española equivalente es apuro de tiempo.
En el ajedrez clásico, el ritmo de juego más habitual es aquel en el que cada jugador dispone de dos horas para realizar cuarenta jugadas (primer control de tiempo), con posterioridad dispone de otra hora para realizar otras veinte jugadas.
Antes de la llegada de los relojes digitales con incrementos de tiempo había una norma específica que establecía que cuando un jugador dispone de menos de 5 minutos de tiempo para llegar a un control o para el fin de la partida, no está forzado a anotar sus jugadas, siendo el árbitro el responsable de realizar dicha labor cuando ambos jugadores están en esa situación.
En las modalidades con incrementos de tiempo por jugada esta norma no tiene efecto.